# 新沙赫京斯基
新沙赫京斯基（羅馬化：Novoshakhtinskiy）是俄罗斯滨海边疆区米哈伊洛夫卡区唯一的市级镇，同时也是该区第二大聚居地。地处滨海边疆区西南部，位于区行政中心米哈伊洛夫卡村东北、边疆区首府符拉迪沃斯托克（海参崴）北偏东方。
镇北部设有铁路车站奥焦尔纳亚帕季站；A370公路（乌苏里公路）从该镇附近经过。
该地2022年人口有6,352人；2010年人口7,841；2002年人口8,288；1989年人口8,915。